# Casuarina
Pour la goélette de l'expédition Baudin, voir Le Casuarina.
Pour la localité d'Australie-Occidentale, voir Casuarina (Australie Occidentale).
Genre
Classification phylogénétique
Casuarina est un genre d'arbres de la famille des Casuarinaceae. Ce genre comprend 17 espèces originaires d'Australasie, du sud-est de l'Asie et des îles de l'ouest de l'océan Pacifique. Autrefois considéré comme le seul genre de la famille, il n'en est maintenant plus qu'un des trois genres (voir Casuarinaceae),. Cette essence d'arbre est résistante à la salinisation.

## Description

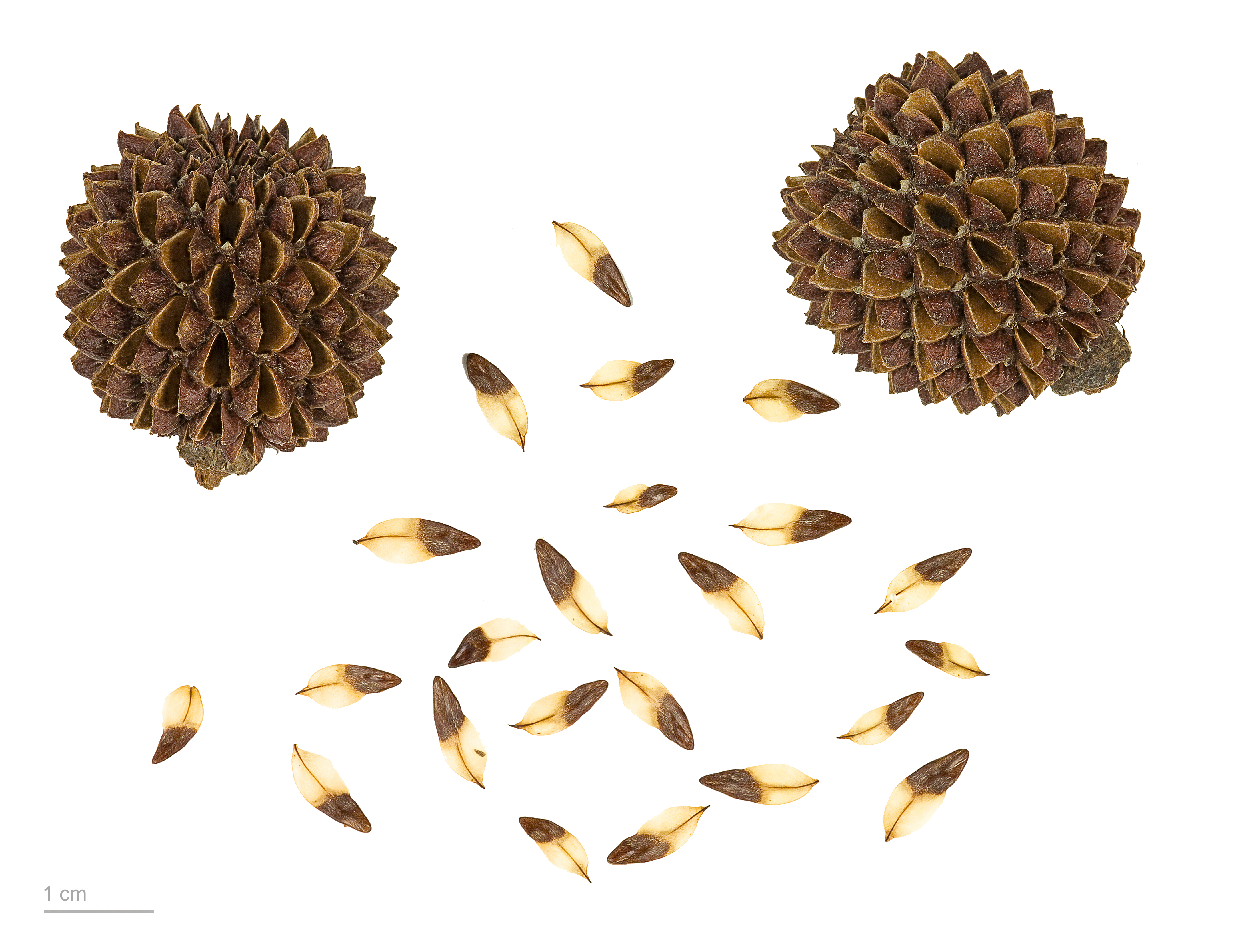
Casuarina sp. - Muséum de Toulouse

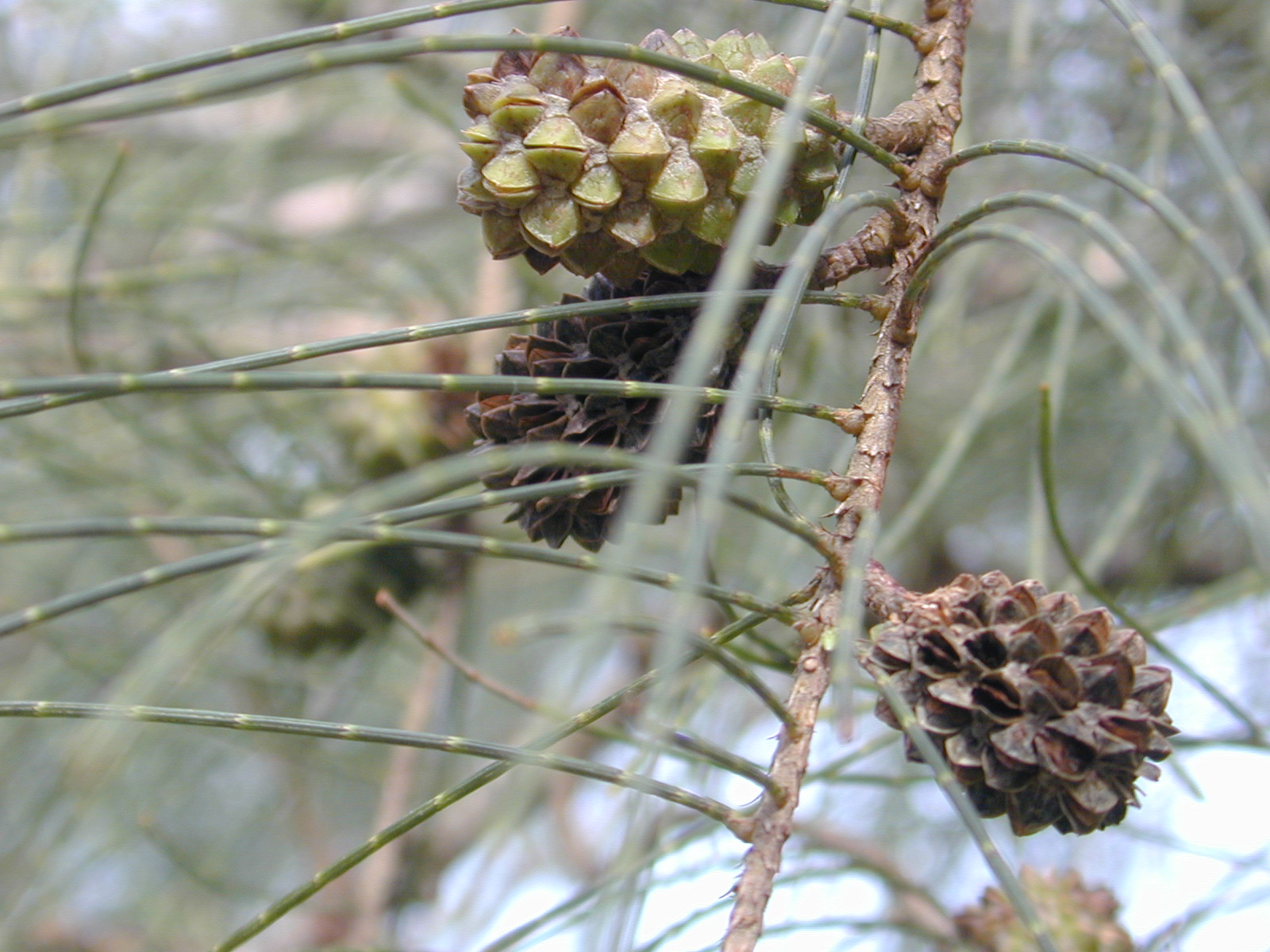
Fruit de C. equisetifolia

Les Casuarina sont des arbustes ou des arbres pouvant atteindre 35 mètres de haut à feuillage persistant.
Les rameaux en forme de fines brindilles vertes ou gris-vert portant de minuscules feuilles-écailles en verticilles.
Les fleurs sont regroupées en chatons ; les fleurs mâles sont de simples épis, les fleurs femelles ont un court pédoncule.
La plupart des espèces sont dioïques mais quelques-unes sont monoïques. Le fruit est ligneux, ressemblant aux cônes des conifères formés de nombreux carpelles contenant chacun une graine munie d'une petite aile,.
Les Casuarinas sont une ressource alimentaire pour les chenilles des Hepialidae ; celles du genre Aenetus (en), notamment A. lewinii et A. splendens, s'enfoncent horizontalement dans le tronc avant de descendre à la verticale. Endoclita malabaricus se nourrit aussi de Casuarina. L'agrotis se nourrit également de Casuarina.

## Liste d'espèces
- Casuarina collina Poiss. ex Pancher & Sebert (Nouvelle-Calédonie)
- Casuarina cristata Miq.
- Casuarina cunninghamiana Miq.
- Casuarina equisetifolia L. - Le filao
- Casuarina glauca Sieber ex Spreng.
- Casuarina teres Sieber ex Spreng. (Nouvelle-Calédonie)